# Diplazium brausei
Diplazium brausei är en majbräkenväxtart som beskrevs av Eduard Rosenstock.
Diplazium brausei ingår i släktet Diplazium och familjen Athyriaceae. Inga underarter finns listade i Catalogue of Life.